# Drevsundholmen
Drevsundholmen est une île norvégienne du comté de Hordaland appartenant administrativement à Bømlo.

## Description
Rocheuse et désertique, elle s'étend sur environ 299 m de longueur pour une largeur approximative de 169 m.